# ヒロインは絶望しました。
『ヒロインは絶望しました。』（ヒロインはぜつぼうしました。）は、千田大輔によるサスペンス漫画作品。『マガジンポケット』（講談社）にて、2019年10月9日から2021年10月4日まで連載された。

## あらすじ
高校生の女子、渋谷  明はトレーディングカードアーケードゲーム『ドレ☆スタ』の世界に理由もわからず転送されるようになり、ゲームに登場する巨大熊に襲われるようになる。ドレ☆スタの世界で痛みを感じながら殺されては生き返り現世に戻される、その繰り返しに耐えきれず自殺を考えた時に偶然同級生の少年、秋葉歪と出会い、彼がドレスタトッププレイヤーであったため、協力（操作）をしてくれたおかげで巨大熊に勝つことが出来た。これを機に二人は「ゲームが終わるまで協力する」という誓いを立てたが、渋谷は秋葉の協力で生き残れた事から秋葉の欲求に従い彼の命令を聞かなければならなくなり、現実でもゲームでも地獄と戦うことになった。

## 用語
ドレ☆スタ
本作における重要節句で、アニメにもなっているアクション型データカードゲーム。正式名称はドレス・スタイルバトル。コスチュームのカードをキャラに装備させて変身させ、敵を倒していく。
「神」・「地球外生命体」を自称するゲームマスターが、悲しみパワー（ネガティブな感情から生まれるマイナスエネルギー）を収集するため作り出した。現実化したバトルではSランクになるとキャラのダメージがプレイヤーにも伝わるようになる。本作で登場人物が"ドレ☆スタ"と呼んでいるものは、正式のゲーム台としてのドレ☆スタではなく、"裏のドレ☆スタ"。すなわち肉体的欠損・苦痛を伴う肉弾戦を指す。
ドレスタコンパクト
本作におけるキーアイテム。ドレスタのコンパクト。
ライフが失われると3つの丸の光が1つずつ消えていき、全て消えるとゲームオーバーとなる。ドレスタ世界に選ばれた少女たちが所持するものは、ハートにもヒビが入るようになっており、ライフが全てなくなると死んでしまうも報酬でライフを得れば回復させることが出来る。
サブウェポン
レイドバトルにて獲得することのできる装備。ドレスの効果とは別にスキルを使用することができる。剣の形状をしているサブウェポンや浮遊型の爆弾などがある。レアリティあり。

## 登場人物

### 渋谷チーム
渋谷明（しぶや めい）
本作の主人公で、高校2年生の少女。ギャルな外見とは裏腹に面倒見が良く、クラスの人気者であり、スタイルも良い。都合の両親と妹との4人家族。
実は渋谷家の養女で、小学校までの旧姓は「河崎」。幼少時から実の両親に虐待されながら暮らし、小学生の頃に「ママ」に一時期引き取られ、中学2年生の頃に渋谷家に引き取られ現在に至った。虐待のトラウマから「痛み」に過敏反応するなどの後遺症を抱えており、人間不信や自殺衝動に駆られた時期もあった。ママのバーで暮らしていた頃の部屋に飾ってある「小学校入学時に実の両親と一緒に撮った写真」の中にある実の両親の顔の部分は塗り潰されている。
ドレスタの世界に転送されるようになって以降、プレイヤーを引き受けた秋葉の助けでゲームをクリアしていくも代価として、秋葉の玩具にもされ、両親からの虐待のトラウマを刺激されたこともあって、心身ともに苦しむ羽目になってしまう。同盟が出来てからは秋葉以外のメンバーとの交流もあって、仮にも恩人である秋葉との和解を考えるようになるも虐待のトラウマからの臆病さや中途半端な和解願いが災いして、秋葉の復讐心に気づけず、同盟の独裁を許してしまう。それにより、秋葉への復讐を決意し、そのために恋人ごっこも演じるようになる。
最後のSSランクマッチでは自覚がありながらも目的のためには手段を選ばない復讐の鬼と化しており、ゲーム制を崩壊させるアイテムのおかげで秋葉とプレイヤー・キャラの関係を入れ替えた上で復讐を行う。最終的にはイサミの説得もあり、秋葉を殺すのをやめ、裏ドレスタからも解放されたが、一向に変わらない秋葉に絶望した。
秋葉歪（あきば ひずむ）
渋谷のクラスメイトで高校2年生のメガネ男子。普段は影の薄いオタクの陰キャであるが、本性は陰険なサイコパス気質の危険人物。
高校生らしからぬ冷酷で利己的なサディストでもあり、渋谷に歪んだ恋愛感情を抱き、『ドレ☆スタ』で彼女のプレイヤーになって以降、当然の報酬と嘯いて彼女を性的な辱めの玩具としていく。渋谷以外のチームメンバーについてはほぼなし崩し的にチームを組むことになった経緯から仲間意識は皆無であり、使い捨ての駒のように認識している。これらの事から同盟内での人望は皆無に等しい。
『ドレ☆スタ』の大ファンであり、ドレスタプレイヤーの技量もトップクラスで1人でSランク3人を相手に完封勝利できる程高い。プレイヤーとしての技量だけなく、ゲーム内で設置した無数の爆弾の起爆時間や足立の発言を全て記憶したり、相手の性格を即座に分析し対応策を練るなど、天才といっても過言ではない程の才覚の持ち主。学業面でもテストでかなり上位をとるなど優秀な模様。最大の武器は何が何でも目的を達成しようとする執念・忍耐力・演技力であり、戦いに勝つことよりも敵を嬲ることを優先した相手は全員強烈なしっぺ返しを喰らっている。反面、体力は女子の足立に喧嘩負けするほど低い上、素の性格も臆病で被害妄想が激しく、人倫を平気で無視する程の卑劣漢であり、自分の非は絶対に認めない。その上自分より弱い立場や弱みを握った相手には屈辱的な行為を強要するほど強く出るが自分より強いものには逆らわないため、足立から「人間のクズ」と吐き捨てられている。
物心ついた頃から家族にごく普通に愛されて育ったが、小学生になると「自分は愛されて当たり前の存在」という思考を抱くようになり、それが歪んだ人格の構成に繋がることになる。また、小学生時代にドッジボールでクラスメートが「秋葉はメガネをかけているので後にしよう」と気遣いを構ってくれないと曲解し、黒板に自作自演のいじめ文を書き、判明した後も自分の非を理解せず、自分から家族やクラスメートを遠ざけるようになり現在に至った。
千代田姉弟戦後、渋谷を力ずくで自分のものにしようとするが足立に阻止された上、ケンカに負け、ボロボロ状態の全裸動画を撮られ、他のメンバーの前でも足立の下僕として振る舞うことになる。これにより、足立は勿論、渋谷以外のメンバー全員の殺害を決意した。復讐のために暗躍する中でマチの元奴隷を利用し、優のコンパクトを操作させ、足立を残りライフ1に変更することに成功。徹底した拷問で叩きのめし、全裸動画も撮ったことで主従関係を逆転させ、同盟の独裁にも成功。最後のSSランクマッチでも味方を脅迫して、自分をチームリーダーにするなど傍若無人に振舞うが登場したアイテムの効果で渋谷と立場が入れ替わり、彼女と足立の逆襲を受けて一度は死亡するがゲームマスターの手で復活を果たす。渋谷とのラストバトルでは、自分のことを理解しきっていた渋谷に再び叩きのめされるも、イサミのおかげで生存する。しかしそれと引き換えに、切り札の足立凌辱動画はゲームマスターに消去されてしまう。ゲーム終了後の現実世界でも尚、渋谷とイサミにかけられた情けを全く理解しようとせず、復讐を考えていたが奴隷チームの内の2人に包丁で刺され、生死不明のままフェードアウトした。
港優（みなと ゆう）
ドレスタの世界に選ばれた少女の1人で、渋谷とは別の高校の1年生である。秋葉からのあだ名は「メスガキ」。
兄であり、プレイヤーでもあるイサミのシスコンぶりが悩みの種。サッカーが得意なことや子供好きな面も見られる。学業は苦手な様子。渋谷の初めての対人戦相手であり、渋谷に敗北して以降、渋谷と同盟を結ぶ。
第10巻書き下ろしエピソードでは小学校・中学校時代が描かれ、当時のユウは車に轢かれて死んだネコを弔ったり、いじめられている子を助けに行く優しさが災いして、クラスメイトの少女の主導の下、いじめに遭っていた。中学時代、主犯の先導の下、男子たちに凌辱映像を取られそうになるがイサミに助けられ、いじめのことを告白したことでいじめは収まった。
港勇（みなと いさみ）
優の兄であり、彼女のプレイヤーでもある高校3年生。秋葉からのあだ名は「エセヤンキー」。
不良のような外見とは裏腹にユウが呆れるほどのシスコンだが根は善人で料理上手。妹同様に学業は苦手。秋葉からは頭の回転の鈍さやプレイヤーとしての技量の低さから「ザコ」もしくは妹と合わせて、「ポンコツ兄妹」と散々な評価をされ、徹底的に見下されている上、渋谷と親しくなった事で嫉妬されてもいる。
千代田姉弟とのバトルに勝利した後、秋葉から「裏切ることだけはない」という理由でチームリーダーに任命される。河崎時代の渋谷のことを何かしら知っているも誰にも話せずにいたが、その理由は劇中で最後まで明かされることはなかった。
初期は同盟内でも足手まといになるほど技量は低かったが、理不尽なゲームに対する反骨精神から必死にドレスタの腕を磨いたことから、SSランクの時点で坊以上の実力を身に着けた。そして、秋葉への復讐に燃える渋谷を止める姿も見せ、結果的に秋葉の命を救い、彼の改心も願った。
第10巻書き下ろしエピソードでは荒れていた頃の姿が描かれ、ユウを凌辱しようとしたグループの男性陣を鬼の形相で1人で叩きのめし、主犯の少女には警告（ただし少女は失禁）だけですませた後、ユウの抱えていた孤独を知ったことで温厚なシスコンとなった。
足立妃（あだち きさき）
ドレスタの世界に選ばれた少女の1人で、渋谷とは別の高校の1年生の少女。秋葉からのあだ名は「ビッチ」。
通信教育で護身術（空手や柔道）を習っていることもあり、単純な実力では渋谷やユウよりも強い上、サディスティックかつ女好きで男嫌い。学業面は1年生にして、既に高校3年分の学習を終えているなどかなり優秀。秋葉のような天才的と言える程ではないが頭の回転は速く、チーム内でもNo.2のブレインとして活躍している。裕福な家の生まれであり、家族の前では上品に振る舞うも本人はコンプレックスを抱く。
渋谷を気にいり、敗北して以降は彼女を「お姉様」と呼び、以前にも増して執着するようになった。同じように渋谷に執着している秋葉とは初めて会ったときから犬猿の仲だが実力に関しては互いに認め合っている。
渋谷と秋葉の関係を察して秋葉を拷問にかけ、秋葉を奴隷のごとく扱うが、逆襲され自身の心を壊され(秋葉曰く「肌色の部分を端から端までネチネチと壊した」)全裸での土下座や服従のポーズの写真・動画を多数撮られた事もあって、以後はリアル・ドレスタ内を問わず秋葉の奴隷となっていた。しかし、秋葉への復讐を決意した渋谷からのキスで復活を果たす。
4歳の頃、母と一緒にデパートの屋上に遊びに行った際、ある女性に誘拐されてしまう。以降、7年間、誘拐犯の娘として育てられ、7年ぶりに自宅に帰宅するも、自分の居場所を無くしたと感じてしまった過去を持つ。
単行本第1巻収録の書き下ろしでは主人公を担当。女子中学生のライフをゼロにしたことを知った際に涙を流すが、それは罪悪感ではなく「もうちょっと楽しんでから殺せば良かった」というものであり、その分も込めて、相手プレイヤーも殺害している。
豚（ぶた）
足立のプレイヤーを務める中年男性。本名不明。
足立からは「ブタ」と呼ばれており、奴隷のように扱われているが本人は一切気にしておらず、詰られることを喜んでいる。
チカ / 千代田静（ちよだ ちか）
ドレスタの世界に選ばれた少女の1人で、渋谷とは別の高校の女生徒。マチの異母姉。
中学時代、自身の不注意で最愛の継母を死なせてしまった罪悪感から、異母弟のマチの玩具になることを受け入れ、ドレスタ世界でもマチの忠実なゲームキャラになっていた。渋谷たちとの戦いにおいて、優の言葉で自分が逃げているだけだったことに気づかされて改心する。
マチ / 千代田坊（ちよだ まち）
チカの4歳違いの異母弟兼プレイヤーの中学生。ランクはS。秋葉からのあだ名は「キッズ」。
小学校時代にチカの不注意で母を喪って以降、チカを憎み、サンドバッグや性的な玩具として接するようになった。ドレスタ世界のプレイヤーになってからは姉以外の女性たちも奴隷として従えるようになる。
渋谷たちとの戦いではSランクプレイヤーの実力に加え、マイキャラであるチカ以外の奴隷たちを盾にすることで自身へのダメージを通さない狡猾な戦い方も披露。秋葉を懐柔し、渋谷たちも奴隷化しようとするが、秋葉の策に引っかかり逆転された上、奴隷たちに痛みを肩代わりさせていた反動で痛みに苦しみ、泣き出してしまう。戦闘終了後、自身と姉は渋谷たちのチームに加えられ、奴隷たちを解放するも制裁される。それ以降、自信喪失して大人しくなり、秋葉のパシリと化す。
マチの奴隷
マチがドレスタバトルで負かした4人の女性たち。全員、本名不明。
千代田姉弟に敗北後、マチの奴隷とされ、「2号ちゃん」や「4号ちゃん」と呼ばれ、チカ同様の目に遭わされていた。渋谷たちとの戦いの後、奴隷からは解放され、秋葉の「元奴隷ちゃんたちがいたほうがチーム全体のライフも増えるはず」という考えから、控えという形でチームに残された。
奴隷解放後、マチにこれまでの仕返しを行い、殴ることに加え、左腕も折る。チカに対しても制裁を行うが、彼女もまた自分たちと同じ奴隷だったことに免じてか右頬だけを引っ叩くだけですませた。しかし、それでも怒りは収まらなかったため、秋葉の「千代田姉弟への復讐に手を貸す代わりに僕の復讐を手伝ってほしい」という誘いに乗り、足立への報復に協力するも利用されていただけにすぎず、今度は彼にこき使われることになってしまう。裏ドレスタ終了後、奴隷チームの内の2人が秋葉を包丁で刺した。

### 家族
ママ
スナックバー「DRESS」の責任者。本名不明。
渋谷の小学校時代からの知り合いであり、実の両親に虐待を受けていた渋谷を保護した後、渋谷家に引き取られるまで彼女を育てた。2階にある渋谷の部屋は今でも残しており、マチの件で人間不信が再発した渋谷の事情を聞かずに受け入れ、立ち直る姿も見届けた。
河崎夫妻（かわさき ふさい）
渋谷の実の両親。両者とも下の名前は不明。
実父は幼少時の渋谷に虐待を行い、実母は娘ともに無関心であるのをいいことにネグレクトをしていた。後に、実父のほうは虐待の現場をママに見られた際、ママに殴り飛ばされる形で制裁されている。
秋葉の家族
秋葉の家族で両親と弟妹。3子である弟以外は秋葉同様にメガネをかけている。全員、下の名前は不明。
小学生時代の秋葉が自分は愛されて当然の存在であることを示すために黒板に自作自演のいじめ文を書いたことが公になった後も、秋葉の身を案じた上で家族として接し続けるが、既に秋葉の心は家族から離れていた。そのため、秋葉の裏の顔を知らないまま彼を心配していた。
港夫人（みなと ふじん）
港兄妹の母親。下の名前は不明。
女手1つで2人の子供を育てているために多忙な日々を送っている。
足立の両親
いずれも下の名前は不明。
父親は会社員として多忙な日々を送っており、子供たちを中々相手できずにいる。
母親は足立とは逆に上品な人物であり、足立も母親の前では上品に振る舞う。
足立の妹。
足立の2歳下の妹。下の名前は不明。
誘拐される前の足立とは人形遊びなどでよくケンカしていた。
千代田姉弟の父
チカとマチの実父。本名不明。
離縁した妻は子供が好きな人ではなかったこともあってチカに寂しい思いをさせていたが、子供好きな女性と再婚。マチも生まれ、幸福な日々を過ごしていたが、後妻が亡くなったことで多忙だった仕事に逃げるようになった。
千代田姉弟の母
チカの継母でマチの実母。本名不明。
子供好きな女性で、チカともすぐに仲良くなり、良好な母子関係を築いていた。実子のマチが生まれた後もチカとの仲の良さは変わらなかったが、前方不注意でトラックに撥ねられそうになったチカを庇って事故死してしまう。

### 友人・知人
宇田川（うだがわ）
渋谷のクラスメイトの少女で親友。下の名前は不明。
渋谷と仲が良く、彼女の胸を触ることも多い。渋谷のことは「渋谷ん」と呼んでいる。
後に渋谷の頼みでユウが通っている学校を探し出した。
桜丘（さくらがおか）、円（まる）
渋谷の小学校時代の友人の少女たち。渋谷は桜丘は「さん」付け、円は「ちゃん」付けで呼んでいる。両者とも下の名前は不明。
渋谷と仲が良く、定期的に交流していた。秋葉とデート中の渋谷と高1の同窓会以来の再会を果たし、デート中の渋谷をからかうが、秋葉の本性を知らずにいた。
誘拐犯
幼い頃の足立を誘拐した40代の独身で金持ちの女性。本名不明。
誘拐した足立を我が子として育て、自分を愛するように強要していた。誘拐から7年後、足立に階段から突き落とされた後、足立が外に助けを求めたことで警察に逮捕される。
秋葉の初恋相手
秋葉の小学校時代のクラスメートの少女。本名不明。
秋葉の自作自演のいじめに気づかぬまま、秋葉に優しくしたことから彼に恋心を抱かれるも、自身に恋愛感情はなかったために告白を断る。後に自作自演が明らかになった際、秋葉の相談に乗るも、秋葉の「構われたかったんだ」という理由に彼の本性を察知し、「あんなやり方、間違ってると思う」と告げる。
ユウいじめの主犯
ユウの小学校・中学校時代の同級生で、ユウいじめの主犯の少女。本名不明。
中学時代、男性たちを引き連れて、ユウの凌辱写真を撮ろうとした際にイサミに阻止され、自身は殴られる代わりに警告を受け、失禁する。

## 作品背景
千田は最初、「コンビを組んで戦い、ひどい目に遭う」内容のネームをよく描いていたもののしっくり来なかった。担当編集者の提案で、彼の好きな女児向けカードゲームを取り入れたところうまく合ったといい、その理由として、プレイヤーは自分一人だけでは動けず、別人が操作権を握っているという状況を挙げている。
当初は秋葉が主人公になる予定であり、性格も王道的な漫画の主人公というキャラクターとして想定されていた。
ところがこのキャラクター性は千田にとって扱いにくいことが判明し、秋葉を異常な人物として描いたことによって話が進んだ。これにより秋葉ではなくヒロインとして想定されていた渋谷が主人公になり、渋谷が秋葉から突き付けられた無理難題に立ち向かうという歪な関係性が誕生した。
千田は週刊少年マガジンとのインタビューの中で、キャラクター数が非常に多いうえに、私服やコスチュームも毎回変更していたこと、そして無形のモブキャラクターにも個性的な髪形を施したことからごまかしがきかず、大変だったと振り返る一方、様々なタイプのキャラクターを描けたので、楽しい連載だったとも話している。
千田はキャラクターがぶれないように心がけており、たとえ物語に変化があっても、キャラクターがぶれなければ作品に対する考え方があまり変わらないと思うと話しており、これについてキャラクターの一貫性を保って描けたと前向きに受け止めている。千田はインタビューの中で、キャラクターがぶれないコツとしてとにかくやりすぎることと答えており、たとえば秋葉は自分の中でそういう人格を立てたことで、自分でも予測がつかなかったと話している。また、千田は勝手に動くキャラクターは勝手に止まる一方、担当編集者の指摘によってブレーキがかかった例もあったと話している。

## 書誌情報
- 千田大輔 『ヒロインは絶望しました。』 講談社〈講談社コミックス〉、全10巻
  1. 2020年3月9日発売[5]、ISBN 978-4-06-518778-4
  2. 2020年5月6日発売[6]、ISBN 978-4-06-519174-3
  3. 2020年7月9日発売[7]、ISBN 978-4-06-520097-1
  4. 2020年9月9日発売[8]、ISBN 978-4-06-520586-0
  5. 2020年11月9日発売[9]、ISBN 978-4-06-521246-2
  6. 2021年1月8日発売[10]、ISBN 978-4-06-522026-9
  7. 2021年4月8日発売[11]、ISBN 978-4-06-522877-7
  8. 2021年6月9日発売[12]、ISBN 978-4-06-523409-9
  9. 2021年8月6日発売[13]、ISBN 978-4-06-524467-8
  10. 2021年11月9日発売[14][3]ISBN 978-4-06-525941-2